# Filtr selektywny
Filtr selektywny – układ elektroniczny, bądź algorytm przepuszczający składowe sygnału tylko w bardzo bliskim otoczeniu ustalonej częstotliwości. Jest to rodzaj filtru środkowoprzepustowego zwykle o bardzo wąskiej i stromej charakterystyce częstotliwościowej.
Filtry selektywne w postaci układu elektronicznego wykonane są zwykle z wykorzystaniem wzmacniaczy operacyjnych, w których zastosowano ujemne sprzężenie zwrotne.

## Filtry selektywne używane w telekomunikacyjnychprzyrządach pomiarowych
Selektywne mierniki poziomu służące do pomiaru typowych telekomunikacyjnych traktów telefonicznych wyposażone są najczęściej w (odłączalne) filtry wejściowe o szerokościach:
- 25 Hz,
- 1,74 kHz,
- 3,1 kHz (co równa się szerokości pasma typowego dla głosowego łącza telefonicznego),

inne rzadziej spotykane filtry to:
- 5 Hz,
- 100 Hz (do badania systemów FM 120),
- 200 Hz (do badania systemów FM 240),
- 300 Hz (do badania systemów FM 360),
- 400 Hz (do badania systemów FM 480),
- 1,2 kHz (do badania systemów FM 600 Bd),
- 1,95 kHz.